# Olewka
Olewka – czwarty album studyjny polskiego rapera i producent muzycznego Yaro. Wydawnictwo ukazało się 25 marca 2000 roku nakładem wytwórni muzycznej EMI Music Poland. Nagrania były promowane utworem „Olewka” do którego został zrealizowany także teledysk.
Album uzyskał nominację do nagrody polskiego przemysłu fonograficznego Fryderyka w kategorii „najlepszy album rap/hip-hop”.

## Lista utworów
Opracowano na podstawie materiału źródłowego.
1. „Na dobry początek”
2. „Yaro daje dobry beat”
3. „Olewka”
4. „Ty to znasz”
5. „Dyzma”
6. „Imprezofon”
7. „Piątek”
8. „Wakacyjna ściema”
9. „Rowery cztery”
10. „Jak to jest naprawdę?”
11. „Czym jest rym? (audycja)”
12. „Zajebista sprawa”
13. „Tarcza 2000”
14. „Sista”
15. „Tak, tak jest dobrze”
16. „I’m in A War”
17. „Ależ bardzo proszę! (wcale nie o to chodzi)”
18. „Wszystko co minęło”
19. „Razem ze mną”
20. „Piłsudskiego 5 (funk i jazz)”
21. „Wyłącz to...”